# École de design Nantes Atlantique
L’École de design Nantes Atlantique est un établissement d’enseignement supérieur technique privé spécialisé dans l'enseignement du design, géré par un établissement public, la chambre de commerce et d’industrie de Nantes Saint Nazaire (CCI) depuis 1991.

## Historique
L'École de design Nantes Atlantique, sous la dénomination « École de design des Pays de la Loire », a été créée en 1988 par Marianne Guyot de Nouël, alors directrice de l'« École d'Arts plastiques des Pays de la Loire ». L'établissement, sous la forme juridique d'une association loi de 1901, était présidé par Paul Schmitt, auteur d'un programme sur la promotion du design auprès des acteurs économiques et politiques, présenté au ministère de l'Industrie en 1987 dans le cadre de la création de pôles de promotion du design.
En 1998 Christian Guellerin est nommé directeur et l'école s'installe dans un nouveau bâtiment financé par la CCI, la région Pays de la Loire, le conseil général de Loire-Atlantique et Nantes Métropole, sur le site de la Chantrerie à Nantes[réf. souhaitée]. 
L'internationalisation se matérialise par la mise en place d'un séjour d'études à l'étranger d'un semestre obligatoire à partir de la rentrée de septembre 1999.
En septembre 2002, le diplôme de design en cinq ans obtient le visa du ministère de l'Enseignement supérieur et de la Recherche qui conduit à l'intégration de l'établissement en tant que membre de la Conférence des grandes écoles en juillet 2005,.
Une première antenne est ouverte en Chine à partir de 2008, à Qingdao (province du Shandong) avec un programme de cycle master destiné aux étudiants français. L'antenne sera installée à l'Université de Shanghai à partir de 2010 et baptisée China Studio. 
Depuis le 1er janvier 2022, l’école a obtenu la qualification « Établissements d’enseignement supérieur privés d’intérêt général » attribuée par le Ministère de l’Enseignement Supérieur de la Recherche et de l’Innovation.
À l'horizon 2022, l'école quitte ses locaux du campus de la Chantrerie, au nord de Nantes pour intégrer un bâtiment neuf de 10 800 m2 construit sur l'île de Nantes,,.
L’école est reconnue par l’État et délivre un diplôme de design visé par le ministre de l'Enseignement supérieur et de la Recherche et conférant le grade de master. Le diplôme de design est enregistré au répertoire national des certifications professionnelles (RNCP) au niveau 7. 
L’École de design est associée à Nantes Université et membre de la Conférence des grandes écoles (CGE).
Entre 2008 et 2018, l’école a ouvert des programmes en République populaire de Chine puis à Shanghai, à Bangalore, à São Paulo.
La chaire de recherche Design & action publique innovante a été créée en avril 2017 avec le soutien d'Harmonie mutuelle, du Département de Loire-Atlantique, de Nantes Métropole et du Secrétariat Général aux Affaires régionales de la préfecture des Pays de la Loire.